# Thomas Frühmann
Thomas Frühmann (Viena, 23 de enero de 1953) es un jinete austríaco que compitió en la modalidad de salto ecuestre.
Participó en dos Juegos Olímpicos de Verano, en los años 1976 y 1992, obteniendo una medalla de plata en Barcelona 1992, en la prueba por equipos (junto con Boris Boor, Jörg Münzner y Hugo Simon).

## Palmarés internacional
| Juegos Olímpicos | Juegos Olímpicos   | Juegos Olímpicos | Juegos Olímpicos |
| Año              | Lugar              | Medalla          | Categoría        |
| ---------------- | ------------------ | ---------------- | ---------------- |
| 1992             | Barcelona (España) | Medalla de plata | Por equipos      |